# Goliatdvärguv
Goliatdvärguv (Otus gurneyi) är en fågel i familjen ugglor inom ordningen ugglefåglar som förekommer i Filippinerna

## Utseende
Goliatdvärguven är en medelstor 30 centimeter lång uggla, störst av alla arter i släktet Otus. Den har välutvecklade örontofsar, mörka ögon, tydliga vita ögonbryn och rostfärgad ansiktsmask omgiven av svart. Ovansida och krona rostbrun med svartare streck, medan undersidan är vit i grunden med rostfärgade och svarta streck. 

## Utbredning och systematik
Fågeln förekommer i södra Filippinerna på öarna Mindanao, Dinagat och Siargao, i både urskog och försiktigt avverkad skog, huvudsakligen till 670 meter över havet. Den är också känd från Samar och möjligen även på Leyte, även om inga fynd gjorts där sedan tyfonen Hayian 2013 drabbade de två öarna kraftigt.
Goliatdvärguven placerades tidigare på grund av sin storlek som enda art i släktet Mimizuku, men förs nu till Otus efter genetiska studier.

## Status
Världspopulationen uppskattas preliminärt till mellan 2 500 och 10 000 individer. Den tros ha minskat kraftigt till följd av avskogning i dess utbredningsområde. Även om dess status är osäker och den troligen är underrapporterad betraktas den som ovanlig. IUCN kategoriserar arten som sårbar.

## Namn
Fågelns vetenskapliga artnamn hedrar John Henry Gurney den äldre (1819-1890), engelsk bankman, parlamentsledamot och ornitolog specialiserad på rovfåglar som var med och grundade British Ornitologistis's Union (BOU). Fram tills nyligen kallades den även gurneydvärguv på svenska, men justerades 2022 av BirdLife Sveriges taxonomikommitté.